# Moniga del Garda
Moniga del Garda (Mùniga in dialetto gardesano) è un comune italiano di 2 670 abitanti della provincia di Brescia in Lombardia.

## Origini del nome
Non è certa l'origine del nome di Moniga del Garda. In una prima ipotesi viene collegata al comasco Lomaniga (nella forma aferetica), che deriverebbe da Lumena a cui andrebbe aggiunto il suffisso "-ica". La seconda ipotesi la indica derivante dal latino ammonius.
Il paese è soprannominato "Città del Chiaretto" dal nome del tipico vino rosato, caratteristico della Valtenesi, ottenuto dalle uve del vitigno Groppello attraverso una particolare fermentazione in rosé.
Dal giugno 2008 a Moniga viene organizzata la rassegna nazionale dei vini rosati "Italia in Rosa". Importante anche la produzione locale di Olio Extra Vergine di Oliva DOP Garda, prodotto a Denominazione di Origine Protetta.

## Storia
Le origini del paese sono molto antiche, vi sono infatti resti di una palafitta risalenti circa al 1800-2000 a.C., Età del bronzo antico. Mentre una ara testimonia la presenza dei romani del IV e V secolo a.C.

### Simboli
Lo stemma e il gonfalone sono stati concessi con decreto del presidente della Repubblica dell'8 ottobre 1959.
Il gonfalone è un drappo partito di bianco e di azzurro.

## Monumenti e luoghi d'interesse

### Castello
Sulla parte occidentale del paese vi è il castello di Moniga struttura di epoca tardoromanica molto ben conservata. Il castello non fu mai abitato da un signore ma fu luogo di rifugio dei monighesi nei casi di pericolo. Non essendo mai stato abitato da un nobile, non fu mai attaccato riuscendo quindi a mantenere il suo aspetto originario.

### Chiesa di San Martino Vescovo
La chiesa parrocchiale è dedicata a San Martino. Anticamente era una cappella che dipendeva dalla pieve di Manerba. Il 13 ottobre 1454 fu consacrata dal vescovo Ermolao Barbaro e intitolata al santo protettore dei militari, culto introdotto dai Franchi ma l'attuale struttura risale agli ultimi decenni del XVIII secolo e si presenta in stile barocco.

### Chiesa Madonna della neve
La chiesa dedicata al miracolo avvenuto a Roma, sul colle Esquilino, il 5 agosto dell'anno 352 è in stile romanico fu edificata nel corso del XVI secolo, risulta elencata negli atti della visita pastorale del vescovo Gian Matteo Giberti della seconda metà del Cinquecento.

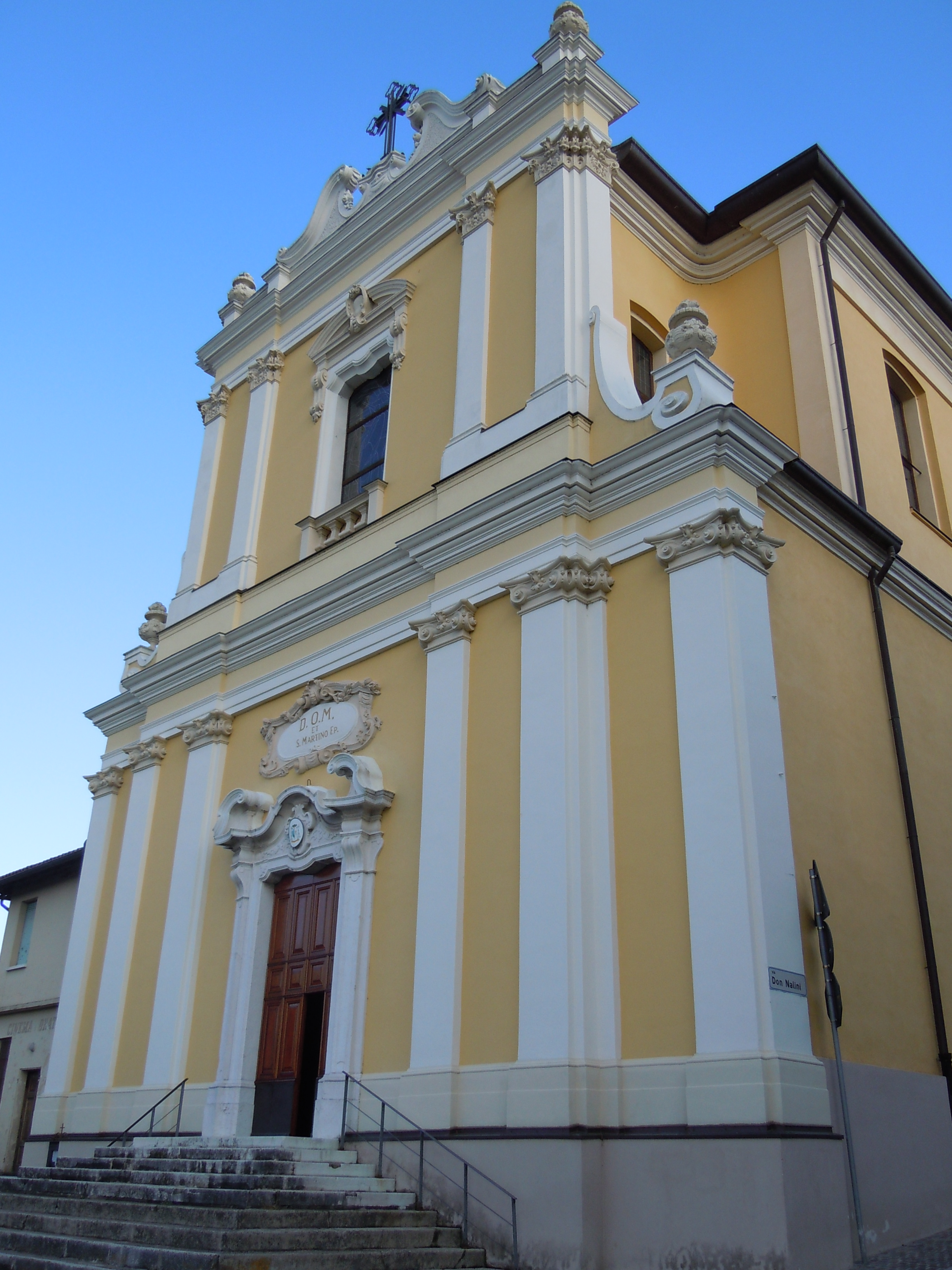
Chiesa parrocchiale di San Martino

## Società

### Evoluzione demografica
Abitanti censiti

## Amministrazione
| Sindaco                     | Sindaco        | Sindaco            | Partito      | Coalizione      | Coalizione      | Mandato        | Mandato          | Elezione |
| Sindaco                     | Sindaco        | Sindaco            | Partito      | Coalizione      | Coalizione      | Inizio         | Fine             | Elezione |
| --------------------------- | -------------- | ------------------ | ------------ | --------------- | --------------- | -------------- | ---------------- | -------- |
| 1                           |                | Massimo Pollini    | PSI          |                 | DC-PSI          | 12 giugno 1988 | 22 dicembre 1992 | 1988     |
| 2                           |                | Francesco Bolpagni | DC           | 23 gennaio 1993 | DC-PSI          | 7 giugno 1993  |                  | 1988     |
| Elezione diretta (dal 1993) |                |                    |              |                 |                 |                |                  |          |
| 3                           |                | Ermanno Pollini    | lista civica |                 | centro-destra   | 7 giugno 1993  | 28 aprile 1997   | 1993     |
| 3                           | 28 aprile 1997 | Ermanno Pollini    | lista civica | 14 maggio 2001  | centro-destra   | 1997           |                  |          |
| (1)                         |                | Massimo Pollini    | lista civica |                 | centro-destra   | 14 maggio 2001 | 30 maggio 2006   | 2001     |
| 4                           |                | Lorella Lavo       | lista civica |                 | centro-sinistra | 30 maggio 2006 | 16 maggio 2011   | 2006     |
| 4                           | 16 maggio 2011 | Lorella Lavo       | lista civica | 6 giugno 2016   | centro-sinistra | 2011           |                  |          |
| 4                           | 6 giugno 2016  | Lorella Lavo       | lista civica | 4 ottobre 2021  | centro-sinistra | 2016           |                  |          |
| 5                           |                | Renato Marcoli     | lista civica |                 | centro-sinistra | 4 ottobre 2021 | in carica        | 2021     |